# Sant Mateu de Bages
Sant Mateu de Bages – gmina w Hiszpanii, w prowincji Barcelona, w Katalonii, o powierzchni 102,32 km². W 2011 roku gmina liczyła 643 mieszkańców.